# Zorislav Dončević
Zorislav Dončević (Osijek, 28. siječnja 1916. – Koblenz, 3. ožujka 2007.) je bio hrvatski, argentinski i njemački, kulturni djelatnik, novinar i veslač.
Iz obitelji je poznatih Hrvata, koji su ušli u monografiju Znameniti Hrvati; otac Ivan Krsto je bio utemeljitelj Hrvatskog sokola u Osijeku, a djed Aleksandar Dončević je također bio zaslužnim Hrvatom, poznat u području pedagogije.
Zorislav se školovao u Osijeku, a studirao je u Zagrebu na Agronomsko-šumarskom fakultetu, na kojem je stekao naslov diplomiranog inženjera.
U privatnom životu, bavio se športom, i to veslanjem, u HAVK Mladost. U veslanju je imao velikog uspjeha. Na državnoj razini, bio je višestrukim državnim prvakom. U međunarodnoj konkurenciji, 1935. na EP u Berlinu je bio osvojio četvrto mjesto. 
Dok je služio obvezni vojni rok u Zemunu, zatječe ga invazija Osovinskih sila na Kraljevinu Jugoslaviju, pri čemu su ga njemačke snage zarobile i otpremile u Njemačku. Nakon što je trećinu godine bio ondje u logoru, vraća se u Hrvatsku i priključuje se Hrvatskim oružanim snagama, naprjedovavši do čina satnika (kao pričuvni vojnik).
Od sredine ljeta 1942. do sredine proljeća 1943. je bio u Novim dvorima, gdje je bio pomoćnikom upravitelja.
I u doba NDH, nastavio se baviti veslanjem, osvojivši i naslove državnog prvaka NDH.
Pad NDH dočekiva ranjen te se s velikim dijelom hrvatskog pučanstva povlači, ali uspijeva umaknuti partizanskim snagama. Domogao se Austrije na vrijeme, i preko Italije je 1947. otišao u Argentinu.
Smjestio se u Buenos Airesu, kulturnom središtu hrvatske južnoameričke emigracije. Odmah se dao u kulturnu djelatnost, priključivši se radu Hrvatsko-argentinskog kulturnog kluba.
1952. se oženio za Ivonu, hrvatsku novinarku, s kojom je poslije dobio sina Darija.

Zorislav je s obitelji 1966. odselio u SR Njemačku, u kojoj je on počeo raditi u struci, a supruga se pored rada u socijalnoj službi angažirala u daljnjem radu u hrv. emigracijskom tisku.

Oboje su se pred hrvatsko osamostaljenje i prvih godina neovisnosti Republike Hrvatske angažirali na uspostavi političkih veza s europskim (EEZ) i njemačkim parlamentarcima, širivši i branivši ideju o hrvatskoj samostalnosti, kojoj je Zorislav Dončević posvetio cijeli svoj život.

## Vanjske poveznice
- HAVK Mladost  Arhivirana inačica izvorne stranice od 28. siječnja 2008. (Wayback Machine) Povijest
- Časopis za suvremenu povijest  Arhivirana inačica izvorne stranice od 12. ožujka 2021. (Wayback Machine) Stajališta hrv. pol. emigracije o Hrv. proljeću iznesena u Hrv. reviji